# Littlefield
Littlefield é uma cidade localizada no estado norte-americano de Texas, no Condado de Lamb.

## Demografia
Segundo o censo norte-americano de 2000, a sua população era de 6507 habitantes.
Em 2006, foi estimada uma população de 6246, um decréscimo de 261 (-4.0%).

## Geografia
De acordo com o United States Census Bureau tem uma área de
15,5 km², dos quais 15,5 km² cobertos por terra e 0,0 km² cobertos por água.

## Localidades na vizinhança
O diagrama seguinte representa as localidades num raio de 36 km ao redor de Littlefield.